# Maren Wilhelm
Maren Wilhelm, geb. Exner, (* 1977) ist eine deutsche Musiktheoretikerin, Komponistin und Hochschullehrerin. Sie ist Inhaberin des Lehrstuhls für Musiktheorie an der Hochschule für Musik Nürnberg.

## Leben und Wirken
Maren Wilhelm studierte Schulmusik, Musiktheorie und Komposition an der Hochschule für Musik, Theater und Medien Hannover. Dort war sie im Anschluss an ihr Studium Dozentin für Musiktheorie und Komposition, von 2009 bis 2013 hatte sie ebenda eine Vertretungsprofessur für Musiktheorie inne, bevor sie auf eine befristete Professur für Tonsatz von 2013 bis 2017 an die Hochschule für Musik und Theater „Felix Mendelssohn Bartholdy“ Leipzig wechselte. Nach einer Zwischenstation an der Zürcher Hochschule der Künste als Dozentin für Musiktheorie wurde sie im September 2018 als Professorin für Musiktheorie an die Hochschule für Musik Nürnberg berufen. Dort leitet sie das Department Musiktheorie/Musikwissenschaften und Schlüsselqualifikationen sowie den Studienbereich Musiktheorie. Seit Juni 2023 ist sie 2. Vizepräsidentin der Hochschule.
Maren Wilhelm ist neben ihrer Tätigkeit als Hochschullehrerin auch als freischaffende Künstlerin tätig. Auftragskompositionen entstanden beispielsweise für die Niedersächsischen Musiktage, das Land Niedersachsen und das Nomos-Quartett. Weiterhin hat sie vielfältige Bearbeitungen vorgenommen, unter anderem für das Orchester im Treppenhaus unter der Leitung von Thomas Posth, für das Schauspielhaus Hannover und für Nils Mönkemeyer.
Maren Wilhelm ist Mitglied der Gesellschaft für Musiktheorie (GMTH), deren Vizepräsidentin sie seit Oktober 2022 ist. Im Jahr 2017 leitete sie die Mitteldeutsche Fachtagung Musiktheorie und Hörerziehung der GMTH.